# Farlowella isbruckeri
Farlowella isbruckeri är en fiskart som beskrevs av Michael E. Retzer och Page, 1997. Farlowella isbruckeri ingår i släktet Farlowella och familjen Loricariidae. Inga underarter finns listade i Catalogue of Life.